# Chris Coyne
Christopher John Coyne (Brisbane, 20 dicembre 1978) è un ex calciatore australiano, di ruolo difensore.

## Biografia
Suo padre John Coyne, di origine inglese, fu anch'egli calciatore professionista, giocando in Inghilterra, Irlanda, Stati Uniti d'America, Canada e Australia; anche il fratello Jamie è diventato calciatore.

## Caratteristiche tecniche
Era un difensore centrale con qualità da leader.

## Carriera

### Club
Inizia la carriera in patria con il Perth SC per poi venire ingaggiato dagli inglesi del West Ham Utd. Rimarrà con gli Hammers sino al 2000, giocando un solo incontro e venendo prestato dapprima al Brentford e poi al Southend Utd. L'unica gara che Coyne giocò con i londinesi fu la sconfitta casalinga per 5-1 contro il Leeds Utd del 1º maggio 1999, nella quale subentrò al minuto 83° al posto d Paolo Di Canio.
Nel marzo 2000 viene acquisito a titolo gratuito dagli scozzesi del Dundee, con cui ottiene il sesto posto nella Scottish Premier League 2000-2001. Con i Dee gioca anche nella Coppa Intertoto UEFA 2001, venendo eliminato dai serbi del Sartid al primo turno. La stagione seguente invece si conclude all'ottavo posto.
Nel 2001 torna in Inghilterra per giocare nel Luton Town. Nel dicembre dello stesso anno subisce un infortunio ai legamenti del ginocchio che lo terrà lontano dai campi per qualche tempo.
Con la sua squadra vince la Football League One 2004-2005, ottenendo la promozione in cadetteria. Nel 2005 è nella squadra dell'anno della PFA per la League One. Dopo questo successo Coyne retrocede nuovamente in terza serie al termine della Football League Championship 2006-2007.
Nel gennaio 2008 il Luton Town, di cui Coyne era diventato anche capitano, è costretto dalla crisi finanziaria che l'attanaglia a cederlo per £350.000 al Colchester Utd, con cui retrocede in terza serie al termine della Football League Championship 2007-2008. La stagione seguente ne diviene il capitano.
Nel luglio 2009 lascia l'Europa per tornare a giocare in patria, in forza al Perth Glory, con cui raggiunge la finale, che non giocò, della A-League 2011-2012, persa contro i Brisbane Roar.
Durante la militanza con i Glory fu ceduto in prestito ai cinesi del Liaoning, con cui ottenne il settimo posto della Super League 2010.
Lasciato il calcio giocato, dal 2013 al 2019 ha allenato il Bayswater City.

### Nazionale
Ha giocato sette incontri con la nazionale australiana, centrando la qualificazione al campionato mondiale di calcio 2010, competizione nella quale non fu però convocato.

## Statistiche

### Cronologia presenze e reti in Nazionale
| Cronologia completa delle presenze e delle reti in nazionale ― Australia | Cronologia completa delle presenze e delle reti in nazionale ― Australia | Cronologia completa delle presenze e delle reti in nazionale ― Australia | Cronologia completa delle presenze e delle reti in nazionale ― Australia | Cronologia completa delle presenze e delle reti in nazionale ― Australia | Cronologia completa delle presenze e delle reti in nazionale ― Australia | Cronologia completa delle presenze e delle reti in nazionale ― Australia | Cronologia completa delle presenze e delle reti in nazionale ― Australia |
| Data                                                                     | Città                                                                    | In casa                                                                  | Risultato                                                                | Ospiti                                                                   | Competizione                                                             | Reti                                                                     | Note                                                                     |
| ------------------------------------------------------------------------ | ------------------------------------------------------------------------ | ------------------------------------------------------------------------ | ------------------------------------------------------------------------ | ------------------------------------------------------------------------ | ------------------------------------------------------------------------ | ------------------------------------------------------------------------ | ------------------------------------------------------------------------ |
| 07-06-2008                                                               | Dubai                                                                    | Iraq                                                                     | 1 – 0                                                                    | Australia                                                                | Qual. Mondiali 2010                                                      | -                                                                        | 65’                                                                      |
| 19-08-2008                                                               | Londra                                                                   | Australia                                                                | 2 – 2                                                                    | Sudafrica                                                                | Amichevole                                                               | -                                                                        |                                                                          |
| 06-09-2008                                                               | Eindhoven                                                                | Paesi Bassi                                                              | 1 – 2                                                                    | Australia                                                                | Amichevole                                                               | -                                                                        | 70’                                                                      |
| 10-09-2008                                                               | Tashkent                                                                 | Uzbekistan                                                               | 0 – 1                                                                    | Australia                                                                | Qual. Mondiali 2010                                                      | -                                                                        |                                                                          |
| 19-11-2008                                                               | Manama                                                                   | Bahrein                                                                  | 0 – 1                                                                    | Australia                                                                | Qual. Mondiali 2010                                                      | -                                                                        | 68’                                                                      |
| 06-06-2009                                                               | Doha                                                                     | Qatar                                                                    | 0 – 0                                                                    | Australia                                                                | Qual. Mondiali 2010                                                      | -                                                                        |                                                                          |
| 10-06-2009                                                               | Sydney                                                                   | Australia                                                                | 2 – 0                                                                    | Bahrein                                                                  | Qual. Mondiali 2010                                                      | -                                                                        | 73’                                                                      |
| Totale                                                                   |                                                                          | Presenze                                                                 | 7                                                                        |                                                                          | Reti                                                                     | 0                                                                        |                                                                          |

## Palmarès
- Football League One: 1

Luton Town: 2004-2005